# Geschichte des Klosters Lützel

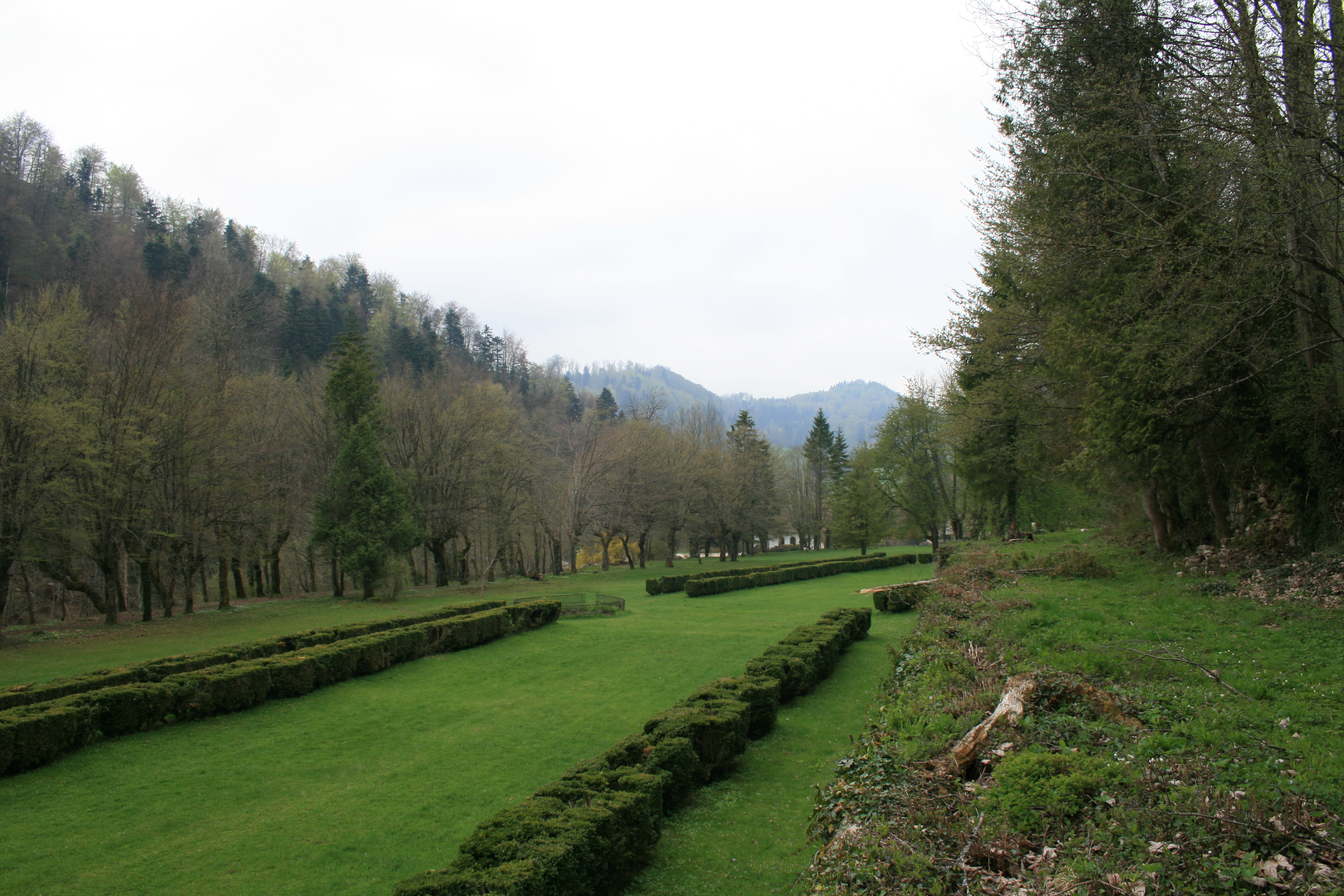
Der durch Hecken angezeigte frühere Standort von Gebäuden des Klosters Lützel

Die Geschichte des Klosters Lützel behandelt detailliertere Aspekte der Vorgeschichte und Geschichte des vermutlich 1123 oder 1124 gestifteten und 1792 aufgehobenen Klosters Lützel (frz. Abbaye de Lucelle). Lützel war eine Abtei der Zisterzienser. Das ehemalige Klostergelände liegt heute an der Grenze zwischen Frankreich (Département Haut-Rhin) und der Schweiz (Kanton Jura).
Für eine zusammenfassende geschichtliche Übersicht siehe Kloster Lützel#Geschichte, für ergänzende oder allgemeinere Informationen siehe die entsprechenden Abschnitte in Kloster Lützel, unter anderem Kloster Lützel#Nachgeschichte.

## Vorgeschichte

Das Herzogtum Schwaben und das Königreich Hochburgund im 10. Jahrhundert. Eingetragen auch die für Lützel relevanten Gaue Elsgau (Ajoie), Sornegau und Sundgau, südlich von Basel noch der Augstgau.

Während der Eisenzeit war der Nordjura von Kelten (Rauriker) dünn besiedelt. Von etwa 58 v. Chr. bis 476 n. Chr. lag der Lützeler Raum im römischen Herrschaftsgebiet. In diese Zeit fällt die Ausbreitung des Christentums und die Gliederung in Diözesen und Dekanate. Im 5. Jahrhundert lag das spätere Lützel im sich ausbildenden burgundisch-alemannischen Grenzsaum und einer romanisch-germanischen Sprachgrenzzone. Alemannen und Burgunden wurden im 6. Jahrhundert Teil des Frankenreichs, das im 8. Jahrhundert in Gaugrafschaften gegliedert wurde. Das Elsass mit Basel reichte um 800 südlich bis zur Aare. Das 888 gegründete Königreich Hochburgund beinhaltete die jurassischen Teile des Elsass und hatte in Basel seinen Nordostpfeiler. Das restliche Sundgau wurde Teil des 917 eingerichteten Herzogtums Schwaben. Das 933/948 geschaffene vereinigte Königreich Burgund (Arelat) umfasste auch die Burgundische Pforte und war im Norden unterteilt in die Grafschaft Burgund (mit der Ajoie?) und Transjuranien (mit dem Sornegau?). Das Königreich Burgund fiel 1033 ans Kaiserreich, Transjuranien wurde zähringischer Machtbereich.
Neben anderen Grenzen verliefen bei Lützel auch Grenzen mehrerer Gaugrafschaften. Im Hochmittelalter lag das fast unbesiedelte und ungerodete Lützeltal in einer unbestimmten Grenzlage zwischen dem schwäbisch-elsässischen Sundgau im Norden und den beiden burgundischen Gauen Sornegau im Süden und Ajoie (Elsau) im Westen. Bedeutende Gaugrafenrechte ausübende Familien dieser burgundisch-alemannischen Übergangsregion waren u. a. die Grafen von Montbéliard (Ajoie), von Pfirt (Sundgau), von Montfaucon (Ajoie) und von Soyhières (Sornegau). Die drei erstgenannten Familien waren eng miteinander verwandt.
Auch kirchliche Verwaltungsgrenzen trafen sich im Lützeler Raum. Bei Lützel verlief die Grenze zwischen dem Bistum Basel und dem Erzbistum Besançon. Der Basler Bischof, anfangs nur Herr über dieses geistliche Bistum, war seit 999 mit der Schenkung von Moutier-Grandval auch weltlicher Fürst (Fürstbistum Basel).
Ob die bis ins 17. Jahrhundert stark bewaldete Lützelregion vor der Klostergründung bereits auf die Gemarkungen der umliegenden Hofgenossenschaften bzw. Dorfgemeinschaften verteilt war, ist offen. Chèvre meint vage, dass sich die Gebiete von 5 oder 6 Orten im Lützeler Kessel trafen. Eine wichtige Nord-Süd-Verbindung war die Route Blochmont-Movelier-Soyhières östlich von Lützel.
Seit dem 12. Jahrhundert drangen in den burgundisch-alemannischen Grenzraum im Jura romanisch-burgundische Adlige („Walchen“) vor. Die Grafen von Montfaucon, aus der Umgebung von Besançon (Grafschaft Burgund), erhielten in der Gegend des späteren Lützel beträchtliche Gebiete, die sie vom Bistum Basel zu Lehen nahmen.

## Geschichte bis 1792
Dies ist eine ausführliche geschichtliche Übersicht und berücksichtigt vor allem Ereignis- und Territorialgeschichte. Für eine zusammenfassende geschichtliche Übersicht vgl. Kloster Lützel#Geschichte. Für die Zeit nach 1792 siehe v. a. Kloster Lützel#Nachgeschichte und Kloster Lützel#Gegenwart.

### 1123 bis 1324

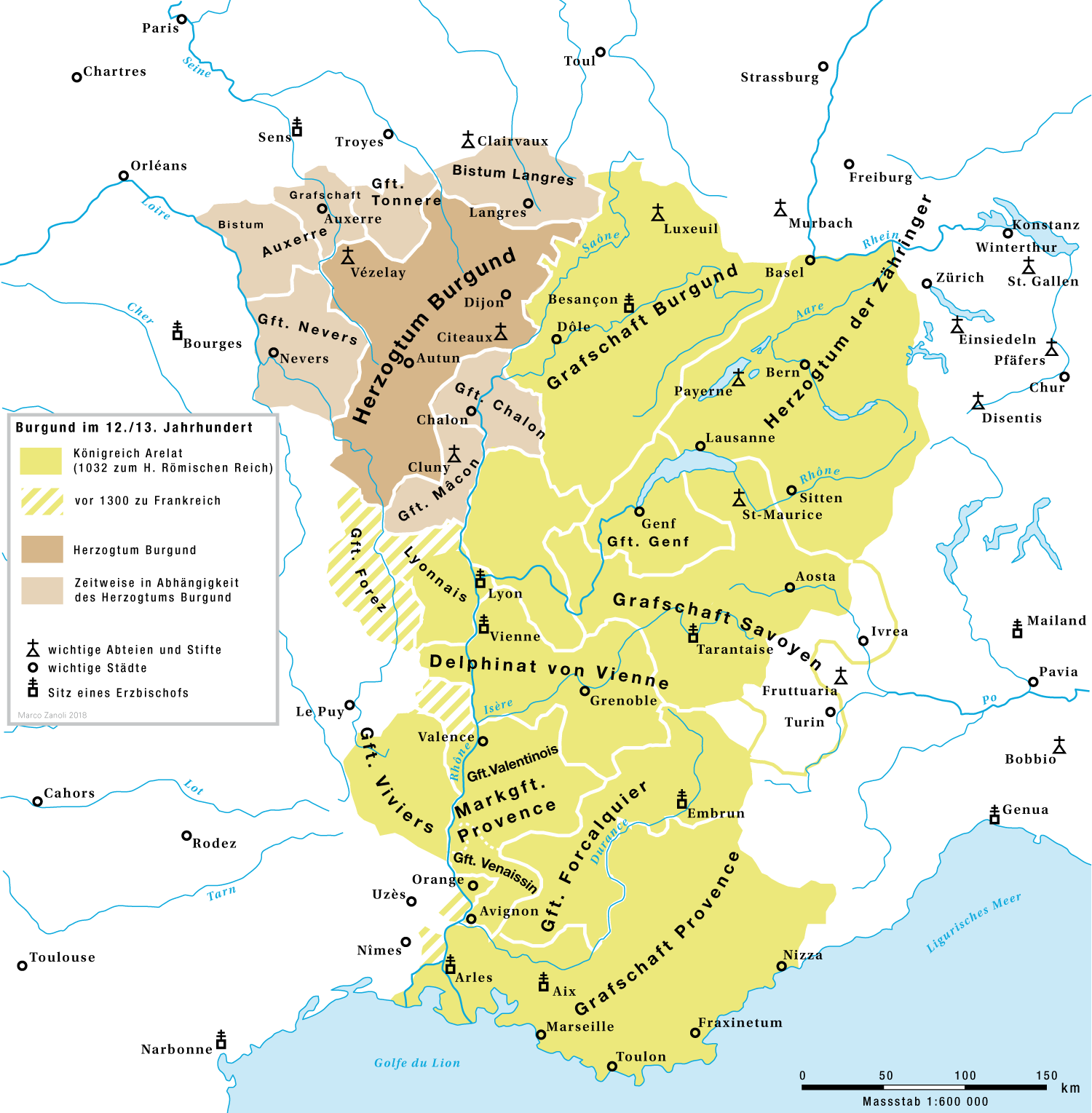
Die burgundischen Territorien im 12./13. Jahrhundert mit Hochburgund (Arelat) im Nordosten. Die Ajoie gehörte zur hochburgundischen Grafschaft Burgund (später Freigrafschaft Burgund / Franche-Comté), der Sornegau zum zähringischen (transjuranischen) Teil Hochburgunds, der Sundgau zum nördlich Hochburgunds gelegenen Elsass bzw. zum Herzogtum Schwaben

Vermutlich 1123 oder 1124 stifteten die Grafenbrüder Hugues, Amadée und Richard von Montfaucon (Falkenberg) das Kloster Lützel, unter Einverständnis ihres Onkels Berthold von Neuchâtel, Bischof von Basel. Richard von Montfaucon hatte 1119 durch Stiftungen bereits an der Gründung des Zisterzienserklosters Bellevaux in der Franche-Comté mitgewirkt. Von dort kamen der erste Abt und die ersten Mönche, sodass Lützel zum ersten Tochterkloster von Bellevaux wurde, das wiederum von Morimond abstammte, einer der vier Primarabteien des Ordens. Zwischen dem neugegründeten Kloster und den umliegenden Adelsherrschaften kam es zu Reibereien, da beide ihren Besitzstand vergrössern und arrondieren wollten. Das Lützeltal wurde zur unmittelbaren Interessensphäre des Klosters und der ebenfalls bereits bestehenden, unmittelbar östlich benachbarten Herrschaft Löwenberg. Das Kloster Lützel wurde von romanisch-burgundischen Adligen gegründet, wuchs im Laufe der Zeit aber eher in den oberdeutschen Machtzusammenhang hinein. Noch im 12. Jahrhundert erschien das Kloster als Teil der elsässischen Grafschaft Pfirt. Auch der Sornegau kam zu einem unklaren Zeitpunkt an Pfirt, Lützel lag damit vollständig in deren Machtbereich.
Mit 1136 ist datiert eine Bestätigung der Besitztümer durch die Bischöfe von Basel und Besançon, mit 1139 eine Bestätigungsurkunde durch König Konrad III. und Papst Innozenz II. und mit 1147 eine weitere Bestätigungsurkunde durch Papst Eugen III. 1180 befreite Papst Alexander III. die Abtei von der Zehntpflicht. Etwa 1180 wurden die Habsburger anstelle des Königs Schirmvögte des Klosters. 1194 wurde die Abtei von der bischöflichen (geistlichen?) Gerichtsbarkeit befreit, und erwarb damit vermutlich gewisse Rechte in seinem unmittelbaren Territorium. 1225 erhielt Lützel von Friedrich II. das Recht zur Jagd in den eigenen Wäldern. Auch die Grafen von Pfirt scheinen dem Kloster relativ freie Hand gelassen zu haben. 1259 befreite Ulrich II. von Pfirt die Abtei von allen gräflichen Steuern.
Die Ajoie mit dem Hauptort Porrentruy wurde 1270 Teil des Fürstbistums Basel. Kurz darauf (1271, endgültig 1278) kam der Sornegau von den Pfirt an das Fürstbistum und wurde mit dem neuen Hauptort Delémont als Herrschaft Delémont organisiert. Dabei soll 1271 die Lützel als Grenze zwischen der Herrschaft Delsberg und der Grafschaft Pfirt festgelegt worden sein. Damit wurden sowohl der befestigte innere Klosterbezirk als auch das umgebende Klosterterritorium hoheitsrechtlich in zwei Teile geschieden. Die Hauptgebäude des Klosters, nämlich Kirche und Konvent, und damit das Kloster als Institution, lagen dabei nördlich des Flusses, also in der Grafschaft Pfirt. Beim Bau von Klostergebäuden wurde für die Lützel ein neues Bett gegraben, die Grenze folgte jedoch weiterhin dem alten Verlauf, weswegen die Grenze mitten durch die Konventsküche gegangen und durch ein am Herd befestigtes Metallstück angezeigt worden sein soll.
Die Grafschaft Pfirt, seit 1274 Lehen des Bistums Basel, und mit ihr der nördliche Teil des Lützeler Territoriums, kam 1324 durch Heirat an Vorderösterreich. Im Gegensatz zu den Pfirter Grafen hat Habsburg landesherrliche Rechte wahrgenommen; Lützel kann daher seitdem als landsässiges Kloster Österreichs angesehen werden.

### Die Ausweitung des umgebenden Klosterterritoriums

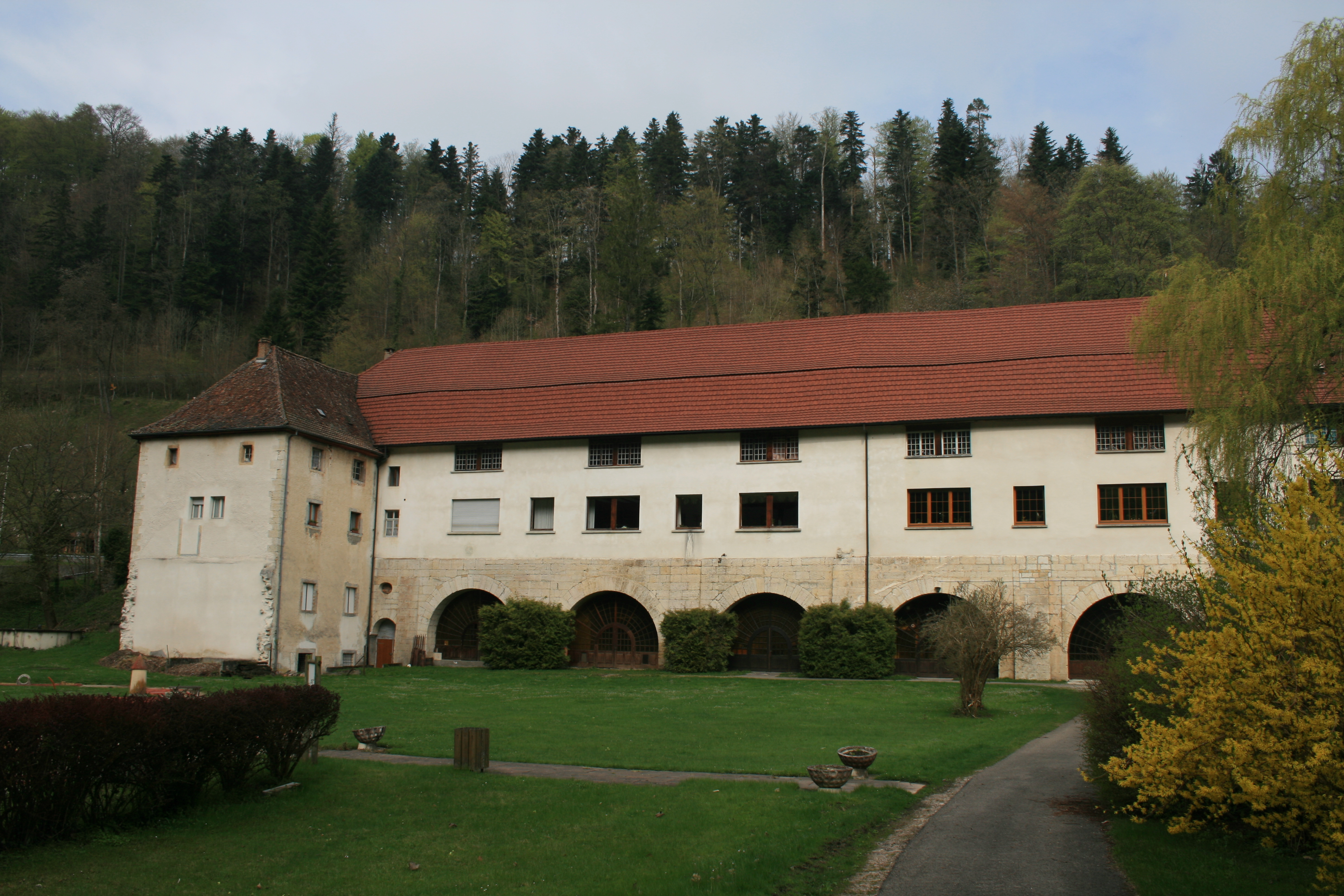
Ehemaliges Klostergebäude auf französischer Seite (eventuell die ehemalige Kellerei)

Der Ort der Klostergründung bot ergiebige Rodungsflächen beiderseits der Lützel. En detail ist der Verlauf der Kulturlandgewinnung um Lützel unbekannt. Erste Grangie der Abtei war das wenige Meter nördlich gelegene Scholis, an der Wasserscheide zwischen Rhein und Rhône. Lützelabwärts, an der Stelle des heutigen St-Pierre, befand sich die Grangie Oberlümschwiller, die etwa bis 1339 in den Quellen erwähnt ist. Später erschien Oberlümschwiller als Weiler namens St-Pierre (St. Peter). Oberlümschwiller war zuvor Teil der benachbarten Herrschaft Löwenberg (siehe unten) und war an die Abtei verkauft worden. Im 13. Jahrhundert wurde der zwischen Lützel und Pleigne gelegene Courtine de Lucelle (später auch «Pleenhof-le-Haut», heute «La Courtine») gegründet; dieser Hof war vermutlich auch Ausgangspunkt weiterer Rodungen. Südlich der Lützel lagen auf dem Klosterterritorium ausserdem die Höfe Schelloch, Steinboden und Richterstuhl (Selle au Roi). Unklar ist, ob Mühle und Hof von Bavelier (Baderschwiler) zum Altlützeler oder zum 1526 erworbenen Löwenburger Territorium (siehe unten) gehörten. 1716 wurden zwei Häuser im Gebiet Steinboden errichtet.
Die unklaren Rechts- und Territorialverhältnisse bestimmten auch die Beziehungen der Abtei zu den Nachbargemeinden, vor allem Pleigne und Pleujouse. Es wird gestritten um Gemarkungsgrenzen, Nutzungsrechte und Gerichtsbarkeiten. 1340 verpflichtete der Vogt der Ajoie die Gemeinde Charmoille zur Entfernung von durch das Kloster gesetzten Grenzsteinen. In einem Streit mit der Gemeinde Oberlarg um das Eigentum an einem Waldstück setzte sich hingegen die Abtei durch, Ulrich von Pfirt wies die entsprechende Klage des Dorfes ab. Abt Hillweg (1495–1532) führte Prozesse mit drei Nachbargemeinden um Nutzungsrechte an Wald- und Weideflächen: Mit Winkel ging es um den Filzwald, mit Bourrignon um die Combe-Juré (Combe Girard); die Fälle wurden 1515 bzw. 1535 geregelt. Mit Pleigne ging es um mehrere Rechte in Gebieten zwischen dem Dorf Pleigne und dem Lützelfluss; die Auseinandersetzungen dauerten bis ins 18. Jahrhundert an.

### 16. Jahrhundert
Während der Reformation hatten die Ämter des geistlichen Bistums Basel die Stadt Basel verlassen und sich grossräumig um Lützel herum angesiedelt: der Bischof zog mit der Hauptverwaltung dauerhaft in den Hauptort des Ajoie, nach Porrentruy, das Kapitel schliesslich nach Freiburg im Breisgau und das Offizialat ins oberelsässische Altkirch.
Im 16. Jahrhundert verlor Lützel seine formell seit 1194 bestehende Unabhängigkeit, Österreich nördlich und der Fürstbischof südlich der Lützel konnten weitere landesherrliche Rechte durchsetzen.

### Herrschaft bzw. Territorium Löwenburg (Löwenberg)
Die der Klosterherrschaft Lützel unmittelbar benachbarte Adelsherrschaft Löwenburg (vgl. Löwenburg JU) wurde bis ins 16. Jh. «Löwenberg» genannt und gehörte zur Pfarrei Roggenburg. Sie wurde frühestens im 12. Jahrhundert Lehen der Grafschaft Pfirt und kam 1271 unter die Oberherrschaft des Fürstbistums Basel. Die Herren von Löwenberg wurden um 1250 Vasallen der Pfirt und mit dem Übergang von Pfirt an Habsburg 1324 Vasallen Österreichs. 1370 fiel die Herrschaft an die Münch von Münchenstein, einen bischöfliche Ämter bekleidenden Basler Stadtadel; der entsprechende Zweig nannte sich dann Münch von Löwenberg.
Die eigentliche Herrschaft Löwenberg umfasste auch weitere Rechte in anderen Orten und war über Dinghöfe an Burg und innehabende Familie gebunden; hier geht es aber im Prinzip nur um das direkte Hinterland der Burg, das «Territorium Löwenburg».
1523 nahmen die Münch mit Lützel Verhandlungen um einen Verkauf des Territoriums Löwenburg (nicht der Herrschaft) auf. Drei Jahre später, 1526, erwarb das Kloster das Territorium Löwenburg. Die dazugehörige Urkunde existiert nur in einer französischen Übersetzung aus dem Jahre 1752; in ihr wird bezüglich Löwenburgs der Ausdruck «ban» verwendet. Die Burg Löwenberg, bis dahin Hauptwohnsitz der Münch von Löwenberg, wurde durch Lützel nicht weitergenutzt und zerfiel. Sie diente als Steinbruch, möglicherweise auch als Unterschlupf für Umherziehende und Stall für Vieh.
Das Territorium Löwenburg bildete ein geschlossenes Gebiet von etwa 10 km² Grösse. Wie die Lützeler Gesamtmarkung, umfasste Löwenburg Gebiete nördlich und südlich der Lützel. Die Löwenburger Grenzen folgten den heutigen Gemarkungsgrenzen der Gemeinden Pleigne und Lucelle; zum Altlützeler Gebiet hin wurde die Herrschaft eventuell durch den Baderschwiler Bach (Ruisseau de Bavelier) sowie das Tal zwischen den beiden Kohlbergs begrenzt. Allerdings war das Gebiet des heute verschwundenen Ortes Oberlümschwiller (heute um das Forsthaus St-Pierre nördlich der Lützel) bereits 1193 von Löwenberg an Lützel gekommen. Möglicherweise diente der kurz darauf erfolgende Bau des Hofes Löwenberg, wenig nördlich der Burg Löwenberg, den damaligen Inhabern der Herrschaft Löwenberg als Ersatz für Oberlümschwiller.
Die nunmehrige Gestaltung der Rechtslage in Löwenburg erwies sich als schwierig. Die Münch führten Löwenburg als Lehen von Österreich, oberster Lehnsherr war aber der Basler Bischof. Im Rahmen des Verkaufs hatte Österreich auf seine Rechte verzichtet und anerkannte dabei die alleinige Lehensherrlichkeit des Fürstbistums. Jedoch versuchte die Abtei dies zu umgehen und Löwenburg in seinen klösterlichen Immunitätsbezirk einzuverleiben. Das führte vorerst zu keinen Auseinandersetzungen mit dem Bischof; ab 1580 aber begann das Fürstbistum seine Landesherrschaft auszuüben, indem es, unter Protest Lützels, Steuern erhob und die Gerichtsbarkeit wahrnahm.
Ein weiterer Konflikt zwischen Lützel und Porrentruy entspann sich um 1595/1597. Lützel hatte etwa zwischen 1580 und 1592 anstelle des Sennhofs Löwenburg einen schlossartigen Neubau mit Abtwohnung, Kirche und Friedhof errichten lassen. Den Baubeginn einer Befestigungsanlage um das neue Hofgut Löwenburg betrachtete der Bischof als Eingriff in seine landesherrlichen Rechte. Der Konflikt endete mit dem Tod des Abtes 1597. Der neue Abt setzte den Bau nicht fort und schien die Oberherrschaft des Fürstbischofs über das Territorium Löwenburg anzuerkennen.

### 17. und 18. Jahrhundert
Lützel beteiligte sich aktiv an der Gründung der Oberdeutschen Kongregation der Zisterzienser, in der sie seit 1624 Mitglied war. Hierin waren die Lützeler Äbte zuständig für die Provinzen Helvetien, Elsass und Breisgau.
Im Dreissigjährigen Krieg wurde der Konvent 1632 zerstreut, er kehrte 1657 nach Lützel zurück. Der Abt residierte in der Zwischenzeit zuerst in Kleinlützel, dann in Löwenburg.
Frankreich übernahm 1648 alle Rechte der Habsburger im Elsass, und damit auch die Grafschaft Pfirt und die damit verbundene Oberhoheit über den Nordteil des Lützeler Territoriums Trotz seiner partiellen Lage im Fürstbistum galt Lützel seitdem als Abtei des französischen Königreichs, die seit 1647 geplante Verburgrechtung mit Solothurn kam nun nicht mehr zustande. Lützel versuchte, gegenüber dem die königlichen Interessen vertretenden, 1698 in Colmar gegründeten Conseil Souverain d'Alsace bestehende Freiheiten zu verteidigen.
Offenbar bestanden weiterhin Unklarheiten zur Rechtslage des Klosters und seiner beiden Territorien um Lützel und Löwenburg. Jedenfalls stellte 1681 ein durch das Fürstbistum in Porrentruy in Auftrag gegebenes Gutachten fest, dass der Lützelfluss die Grenze zwischen dem Fürstbistum und Frankreich sei. Offen bleibt, warum nun auch das löwenburgische Stück nördlich der Lützel zum französischen Hoheitsgebiet gerechnet wurde.
Da am Hofgut Löwenburg herrschaftliche Rechte hafteten, galt er als Freihof (Franche Courtine). Vermutlich da der Leiter des Hofes (ein Mönch Lützels) zeitweise den Titel «Propst» oder «Administrator» führten, wurde die Gutsanlage ab einem unbestimmten Zeitraum «Propstei» genannt. Jedoch handelte es sich nie um eine eigentliche Propstei, im Sinne einer klösterlichen Filialniederlassung.

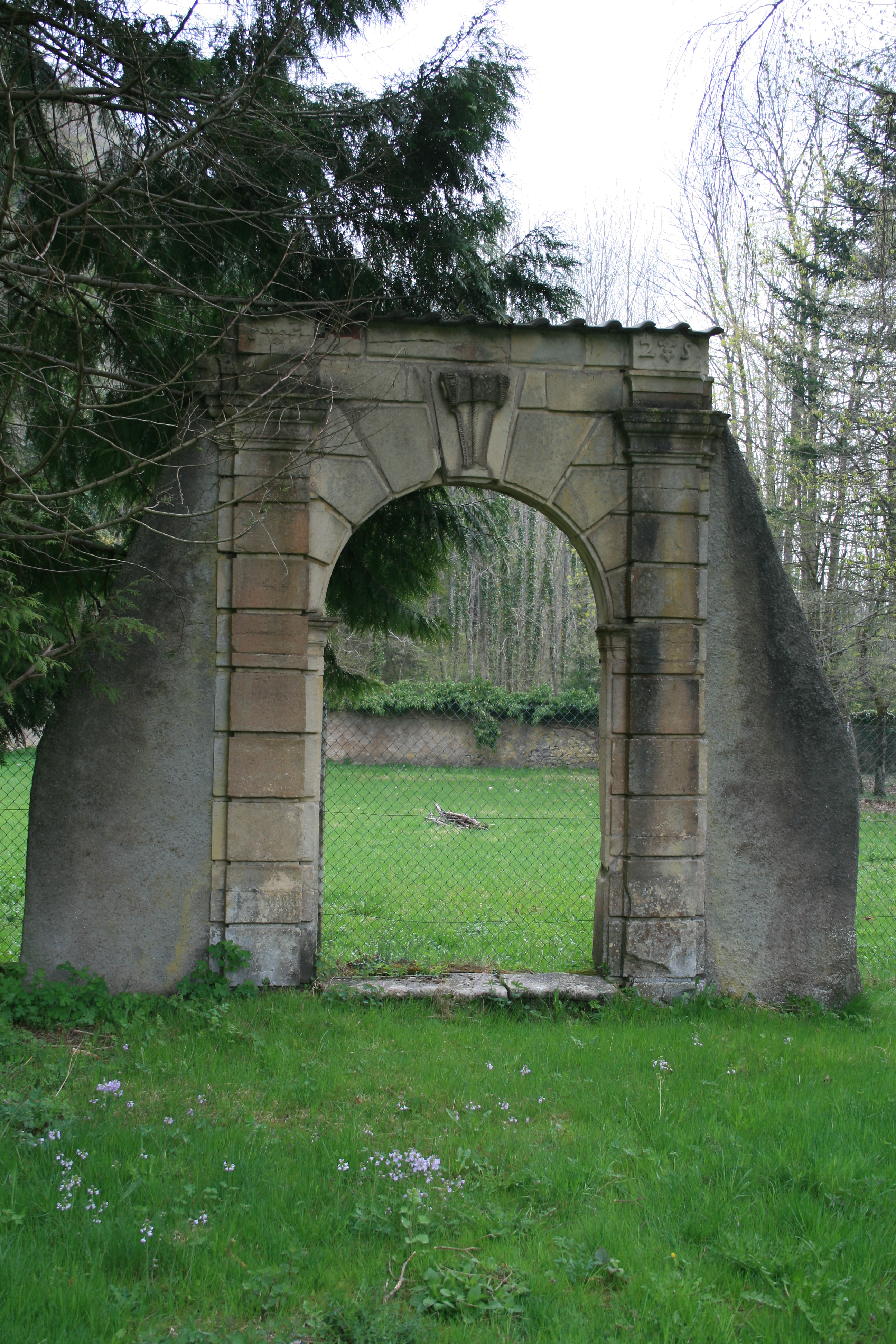
Erhaltener Torbogen auf dem Klostergelände

Im 17. und 18. Jahrhundert wurden durch Lützel gegründet: der aus dem 15. Jahrhundert stammende Hof Baderschwiler (Bavelier) wurde 1622 oder 1629 um eine gleichnamige Mühle erweitert, 1690 folgte das Hofgut Hinterschloss (Derrie-le-Tchété), um 1690 die Mühle St. Peter (Moulin Neuf, Neumühle) (südlich der Lützel an der Einmündung des Bösenbachs, nicht zu verwechseln mit etwa 2 km weiter westlich gelegenen St-Pierre nördlich der Lützel), um 1700 der Hof Breitkopf (= Gross-Kohlberg oder Kohlberg) und Anfang des 18. Jahrhunderts die drei nördlich der Lützel gelegenen und heute verschwundenen Höfe Scharzhof (=Schartz), Neuneich und Junker-Hanskopf (=Graben oder Hans-Kopf). Auch im Rahmen der Hofgründungen veränderte sich das Landschaftsbild des Löwenburger Bannes: Für die neuen Höfe wurden zahlreiche Rodungen durchgeführt, und im Gegensatz zu früheren Zeiten wurde nun dem Ackerland gegenüber dem Weideland der Vorzug gegeben.
Im Gegensatz zur Abtei, die bis 1648 unter österreichischer Landeshoheit stand, lag Löwenburg aufgrund des Bündnisses zwischen dem Fürstbistum und einigen katholischen Orten der Eidgenossenschaft bis etwa 1735 im eidgenössischen Hilfskreis. Daher war Löwenburg während des Dreissigjährigen Kriegs (1618–1648) zeitweise mit eidgenössischen Besatzungen versehen und wurde wiederholt zum Zufluchtsort für Abt und Konvent.
Nach dem Erwerb Löwenburgs blieb die Grösse des Klostergebietes um Lützel unverändert und betrug etwa 2200 Hektar. Seit dem 16. Jahrhundert erfolgten im Lützeler Territorium wie im ganzen Jura im Bereich der Hochwälder starke Entwaldungen. Das Holz wurde durch Köhler zu Holzkohle für die neu entstehenden Eisenhütten verarbeitet. Brennholz wurde für die Abtei benötigt, aber auch auf der Lützel bis nach Basel geflösst. Seit dem 17. Jahrhundert stellte die Abtei auf ihrem Gebiet einige Industrien auf die Beine, nämlich Glasfabriken, eine Giesserei,  Schmieden, eine Ziegelei und eine Gerberei.
Das Schicksal des Weilers Oberlümschwiller an der Lützel, das bereits 1193 von Löwenburg an Lützel kam, ist offen. Um 1600 wurde am Ort des Weilers (von dem man offenbar nicht weiss, ob er zu dieser Zeit noch bestand), die Kirche St. Peter (St-Pierre) errichtet, wie die Löwenburger Kapelle in einem eigenartigen postgotischen Stil. Im 17. Jahrhundert wurde St. Peter zum Mittelpunkt einer klösterlichen Metallindustrie, weswegen Meyer von einem Wiederaufleben des Dorfes Oberlümschwiler spricht. 1656 liessen sich in St. Peter auf Betreiben des Abtes Glasmacher nieder, die die Wälder des klösterlichen Territoriums zur Holzgewinnung nutzten. 1690 wurde am Lützelsee eine Ziegelei errichtet. Ihr Hauptgebäude steht noch (Ortsname Tuilerie) südlich der Zollanlagen (Douane). Glasmacher liessen sich auch 1769 an der Strasse nach Winkel nieder (Les Verreries am heutigen Gemarkungsgrenzeck Lucelle-Winkel-Oberlarg).
Die Tatsache, dass die Lützel Grenze war, nun zwischen Frankreich und dem Fürstbistum, zeigte sich weiterhin deutlich: Nachdem die Abtei im Februar 1681 ein entsprechendes königliches Patent erhalten hatte, wurden im Frühling desselben Jahres auf elsässischer Seite eine Eisenhütte errichtet. Die Planung sah vor, sie mit Erzen zu versorgen, die in einer Mine auf der fürstbischöflicher Seite gewonnen werden sollten. Den Bergbau betrachtete der Bischof jedoch als Teil seiner Landeshoheit. Er liess daher die Arbeiten einstellen und die Bergleute vertreiben. Die Sache wurde zu einer Angelegenheit zwischen Frankreich und der Eidgenossenschaft, da das Fürstbistum die Unterstützung der mit ihm verbündeten katholischen Orte angefordert hatte. Daraufhin akzeptierte Frankreich die Rechte des Fürstbischofs. Die Eisenhütte bestand bis 1720.

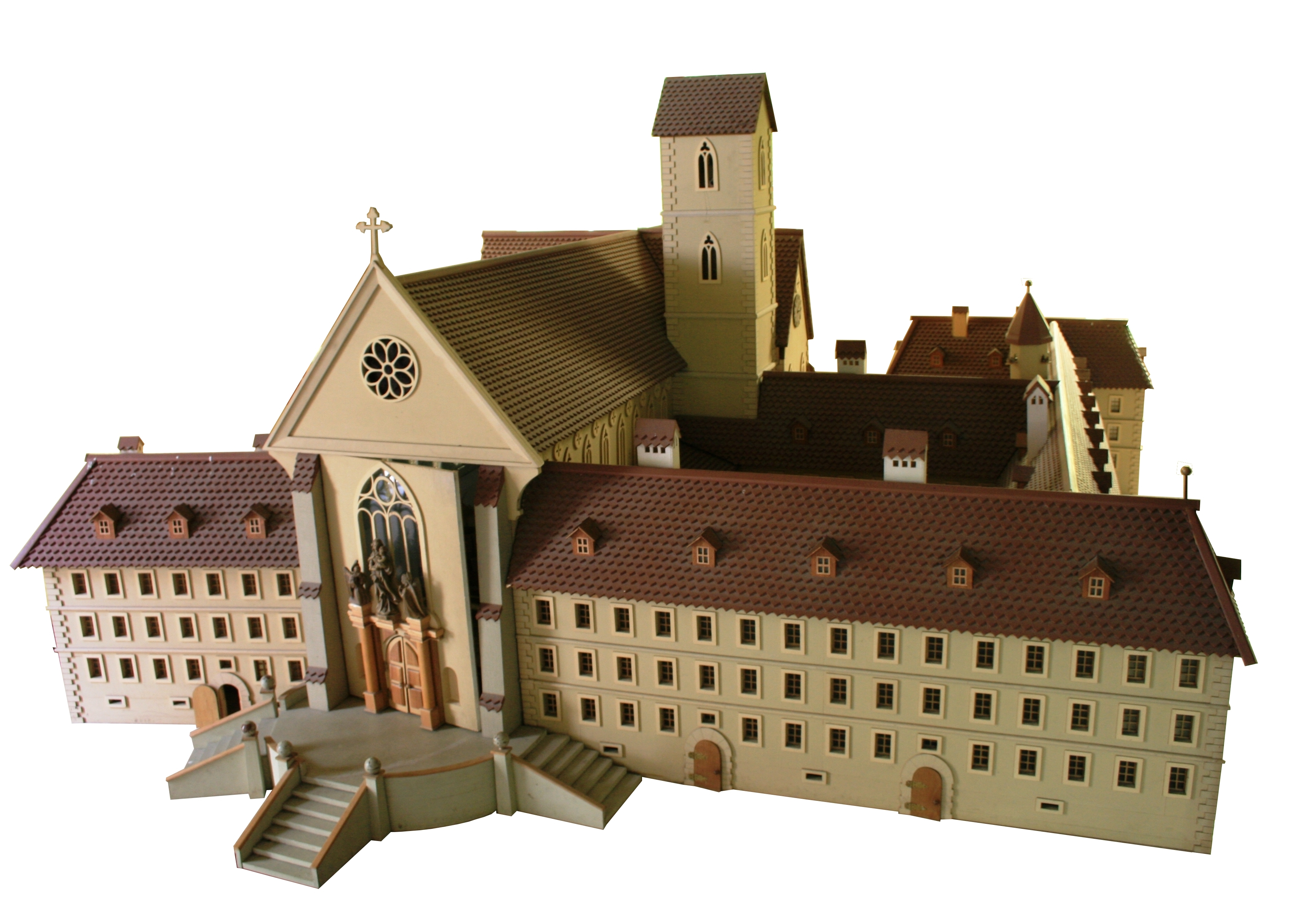
Modell der Klosterkirche und einiger anderer Klostergebäude

Im 18. Jahrhundert kam es zu einer Annäherung zwischen dem Fürstbistum und Frankreich, nachdem die Bündnisbeziehungen des Fürstbistums zur Eidgenossenschaft ab etwa 1735 nicht mehr erneuert worden waren. Die Grenze zwischen dem Fürstbistum und Frankreich wurde 1757 im Bereich des befestigten Klosterbezirks vom Lützelfluss auf die Klostermauern verlegt, nachdem der König, nach entsprechender Bitte der Mönche, den Wunsch äusserte, dass die gesamte Klostereinfriedung auf französischem Boden zu liegen kommen solle.
Nach einem Banditenüberfall 1743 auf den Hof Hinterschloss (Derrie-le-Tchété) südlich der Burgruine Löwenburg entbrannte zwischen Abtei und Fürstbistum erneut ein Zuständigkeitsstreit, in dessen Verlauf das Territorium Löwenburg durch den Bischof besetzt wurde. Die anschliessenden, durch französische Vermittlung geführten Verhandlungen wurden erst 1778 beendet. Im abschliessenden Vertrag wurde die fürstbischöfliche Landesherrschaft in Löwenburg seitens der Abtei anerkannt, und dieser wurden durch das Fürstbistum vor allem wirtschaftliche Privilegien eingeräumt. Ausserdem wurde mit diesem Vertrag nach jahrhundertelangen Uneinigkeiten eine Abgrenzung der grundherrschaftlichen Rechte Lützels von den landesherrlichen Rechten des Fürstbistums vorgenommen.
Zu Beginn der Phase der Französischen Revolution wurde Ende Oktober 1789 von der Assemblée Constituante in Paris die Ablegung der klösterlichen Gelübde aufgehoben. Mit dem Dekret vom 2. November 1789 wurden auch die Besitztümer der Abtei Lützel beschlagnahmt und zu nationalem Eigentum erklärt. Am 15. Mai 1790 wurde ein Verzeichnis der sequestrierten Güter erstellt. 1791 wurden die früheren Besitztümer des Klosters verkauft. Die Klostergemeinschaft und das Klosterleben bestanden fort, jedoch stark beeinträchtigt. 1792 wurden in Lützel Geistliche interniert. Im Herbst 1792 wurde das Kloster geschlossen, am 2. Oktober 1792 wurden der Abt und die letzten Mönche aus Lützel verwiesen.

### Geographische Darstellungen und territoriale Abgrenzung des Klosterstaates
Die bekannten Territorialpläne der Abtei zeigen keine Abgrenzung der einzelnen Gehöftsbezirke (und damit auch nicht die Westgrenze des 1526 hinzugekommenen Territoriums Löwenburg). Im Folgenden werden drei wichtige Pläne vorgestellt:
1. Ein kleiner Übersichtsplan des 16. Jh. über beide Seiten des Klostergebietes stellt die Lage der Grenzsteine des Klosterterritoriums und einen besitzumschliessenden Polygon dar.[81] Das Plänchen zeigt das Lützeler Gebiet einschliesslich des Löwenburger Territoriums; eine Unterscheidung zwischen beiden wird nicht gemacht. Ebenso wenig werden die einzelnen Lützeler Hofgebiete voneinander abgegrenzt. Der Plan wurde vermutlich um 1569 erstellt; in diesem Jahr wurde eine allgemeine Erneuerung der Grenzsteine des Lützeler Territoriums durchgeführt. Dieser Erneuerung ging eine Grenzklärung voraus, die Mitte des 16. Jahrhunderts zwischen Lützel und seinen Nachbarn (Feudalherren und Dorfgemeinden) stattfand. Diese Grenzklärung weist darauf hin, dass die seit der Klostergründung unsicheren und umstrittenen Grenzverläufe zumindest teilweise mindestens bis ins 16. Jahrhundert hinein andauerten.[82]
2. Im Jahr der Grenzverlegung von 1757 wurde für den fürstbischöflichen Teil des Lützeler Territoriums ein Übersichtsplan erstellt, der eine sehr detaillierte Beschreibung der Grenzsteine, Einzelrechte und Servituten enthält. Der Plan enthält explizit den Ausdruck „Ban de Lucelle“.[83]
3. Für den französischen Teil des Lützeler Territoriums entstand um 1760 im Rahmen einer Bodenkartierung ein Grundstücksplan.[84] Der Plan gibt die Grösse der französischen Markung mit umgerechnet 1050,22 Hektar an und führt die dortigen Gehöfte auf: Cholishof (Scholis), Neuhaushof, Glashüttehof, Kohlberghof (unklar, ob Petit- oder Grand-Kohlberg), St-Pierre (St.-Petershof) und Chartshof (Schartshof); die letzten beiden Höfe existieren heute nicht mehr.

Chèvre zieht die Grenzen des kleinen Klosterstaates so, dass sie den heutigen Gemarkungsgrenzen entsprechen, mit folgenden Ausnahmen:
- Heutige Gemarkung Charmoille, damals Klostergebiet: Höhe um Mont Lucelle einschliesslich Le grand Pré, aber ohne das Tal der Prés de Lucelle.
- Heute Gemarkung Pleigne, damals Klostergebiet: gesamter Norden des Pleigner Gemeindegebiets, Grenze dabei über die Fluren La Morlatte, Champs du Chêne, L'Essert und hart nördlich von Les Planches, so dass das Tal von Bavelier ganz im Klostergebiet zu liegen kommt.

Im Gegensatz zur bischöflichen Karte von 1757 (siehe oben) sieht Chèvre Le Moulin und Combe Juré (Gemeinde Bourrignon) nicht als Lützeler Gebiet an. Die Grenze der Herrschaft Löwenburg zum Altlützeler Gebiet ist nicht eingetragen.

## Resumée: Grenzlage Lützels

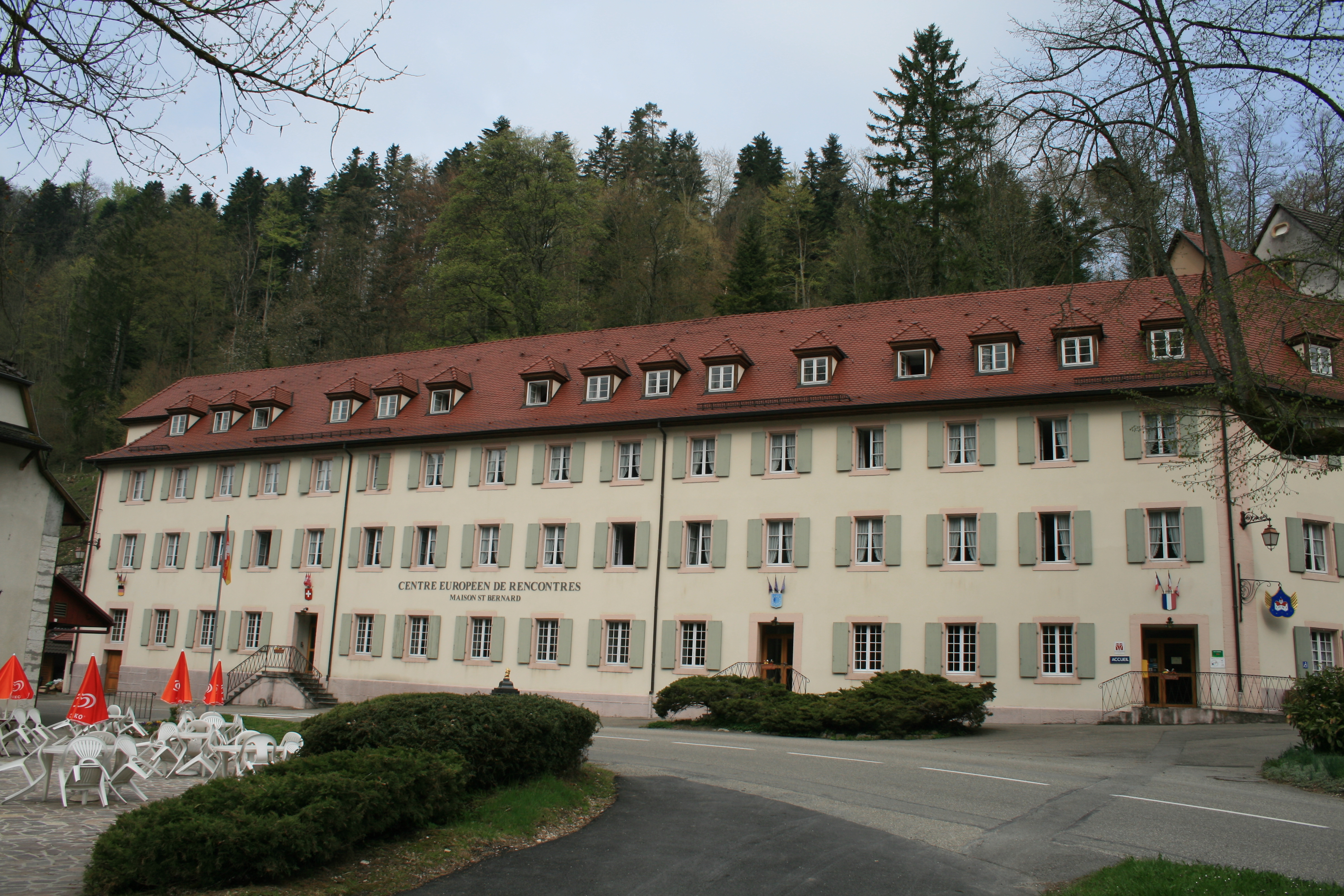
Erhaltenes Klostergebäude auf französischer Seite (eventuell das ehemalige Fremdenhaus), heute «Centre Europeen de Rencontres Lucelle» (CERL)

Eine Besonderheit der Geschichte Lützels ist seine Lage an Grenzen und auf Grenzsäumen unterschiedlicher Art und seine daraus resultierende vermittelnde und verbindende Lage:
- Geographische Grenzen:
  - Lützel liegt im Juragebirge, nahe an dessen Grenze zum Oberrheingraben.
  - Lützel liegt wenige Meter unterhalb der Wasserscheide zwischen Rhone und Rhein, am Nordrand des ehemaligen Klosterterritoriums verläuft zudem die Wasserscheide zwischen Birs und Ill.
- Lage an Gaugrenzen: Anfangs lag Lützel in unbestimmter Grenzlage zwischen den Gaugrafschaften Sundgau, Sornegau und Ajoie (Elsgau).
- Lage an Landesgrenzen: Sowohl durch das Territorium als auch durch das befestigte Klostergelände selbst zogen sich Landesgrenzen. Im Norden des kleinen Klosterstaates hatten nacheinander die Grafen von Pfirt, Österreich und Frankreich landesherrliche Rechte inne, im Süden das Fürstbistum Basel. Auch das ursprünglich ganz unter fürstbischöflicher Oberherrschaft stehende Territorium Löwenburg weist spätestens seit dem 17. Jahrhundert diese durch die Lützel markierte Janusköpfigkeit auf. Das befestigte innere Klostergelände kam 1757 ganz an Frankreich, das übrige Territorium blieb landesherrschaftlich in zwei Teile geschieden. Das fürstbischöfliche Gebiet kam 1796 zu Frankreich, 1815 zur Schweiz.
- Lage an Gemeinde- bzw. Gemarkungsgrenzen: Lützel lag zum Zeitpunkt seiner Gründung vermutlich am Schnittpunkt der Interessensphären von 5 bis 6 umliegenden Dorfgemeinschaften oder Hofgenossenschaften.
- Lage an einer Bistumsgrenze: Lützel lag an der Grenze zwischen den geistlichen Zuständigkeitsgebiete der Bistümer Basel und Besançon. Erst 1779 kam die Ajoie kirchlich ans Bistum Basel, damit kam Lützel an der Grenze der Dekanate zu liegen.
- Lage an Pfarreigrenzen
- Lage an einer Sprachgrenze: Von den ursprünglich 7 umliegenden Dorfterritorien waren 3 germanisch- (Oberlarg, Winkel, Löwenburg) und 4 romanischsprachig (Pleigne, Bourrignon, Pleujouse, Charmoille). Das romanischsprachige Gebiet lag im Süden und Westen, das germanischsprachige im Norden und Osten. Die Klostergemeinschaft war stets zweisprachig geprägt: Äbte, Mönche, und wohl auch die von Lützel eingesetzten Bauern, Handwerker und Arbeiter kamen aus beiden Sprachregionen. Innerhalb des Zisterzienserordens hatte es eine zu dieser Lage passende Vermittlerfunktion zwischen Citeaux im Burgund und Klöstern v. a. des westoberdeutschen Raumes.[86]

## Liste der Äbte
Weiteres siehe Kloster Lützel#Mönche und Äbte
Das Kloster Lützel hatte insgesamt 46 Äbte. Die folgende Äbteliste nach Chèvre.
| Zeit            | Name                        | Sonstiges                                                                                 |
| --------------- | --------------------------- | ----------------------------------------------------------------------------------------- |
| 1124 - 1131 ?   | Stephan                     | stammte aus Burgund, Gründung von Neuburg                                                 |
| 1131 ? - 1175 ? | Christian                   | stammte aus Burgund, Gründung von Lieu-Croissant, Kaisheim, Pairis, Frienisberg und Salem |
| 1175 ? - 1179   | Alexander                   | stammte aus der Franche-Comté                                                             |
| 1179 - 1181     | Archenfried                 | stammte aus Besançon                                                                      |
| 1181 - 1185     | Conrad (Cuno)               |                                                                                           |
| 1185 - 1191 ?   | Wezelo (Wetzel, Werner)     | stammte aus Tiefenthal                                                                    |
| 1190 ? - 1221   | Conrad (Rauracus)           | stammte aus Rodersdorf, Gründung von St. Urban                                            |
| 1221 - 1224     | Berchtold                   | Sohn von Egin von Urach und Judith von Zähringen                                          |
| 1229 - 1238     | Richard                     |                                                                                           |
| 1238 - 1257     | Thyemo                      | Sohn von Hermann von Ramstein und Agnes von Thierstein                                    |
| 1257 - 1268     | Werner                      |                                                                                           |
| 1268 - 1286     | Conrad (Prudentia)          | stammte aus Basel                                                                         |
| 1286 - 1292     | Nicolaus                    | stammte aus Sulz (Soultz)                                                                 |
| 1292/93 - 1294  | Jordan                      | stammte aus der Franche-Comté                                                             |
| 1294 - 1298     | Peter                       | stammte aus Charmoille                                                                    |
| 1298 - 1303     | Burcard                     | stammte aus der Familie von Landskron                                                     |
| 1303 - 1319     | Johannes (Demetrius)        | stammte aus Basel                                                                         |
| 1319 - 1336     | Aymon (Haymo)               |                                                                                           |
| 1336 - 1340     | Johannes                    |                                                                                           |
| 1340 - 1349     | Rudolf von Wiggenheim       | stammte aus Uffholtz                                                                      |
| 1349 - 1362     | Johannes                    | Sohn von Ulrich von Asuel-Charmoille und Margarete von Nidau                              |
| 1362 - 1379     | Johannes (von Weingarten)   |                                                                                           |
| 1379 - 1387     | Rudolf von Wattweiler       | stammte aus Wattweiler (Wattwiller)                                                       |
| 1387 - 1397     | Nicolas Meuwlin             | stammte aus Altkirch                                                                      |
| 1397 - 1408     | Heinrich Stockhelm          | stammte aus Sennheim (Cernay)                                                             |
| 1409 - 1443     | Konrad Holzach              | stammte aus Basel bzw. Sissach                                                            |
| 1443 - 1466     | Nicolas Amberg              | stammte aus Basel                                                                         |
| 1466 - 1471     | Johannes Stantenat          | stammte aus Uffholtz                                                                      |
| 1471 - 1495     | Ludwig Jäger                | stammte aus Bregenz                                                                       |
| 1495 - 1532     | Theobald (Thiébaut) Hillweg | stammte aus Thann                                                                         |
| 1532 - 1542     | Heinrich Sapper             | stammte aus Ensisheim                                                                     |
| 1542 - 1566     | Nicolas Rosenberg           | stammte aus Thann                                                                         |
| 1566 - 1573     | Rudolf Kuchenmann           | stammte aus Ensisheim                                                                     |
| 1574 - 1583     | Johannes Kleiber            | stammte aus Altkirch                                                                      |
| 1583 - 1597     | Beat Bapst                  | stammte aus Gebweiler (Guebwiller)                                                        |
| 1597 - 1605     | Christoph Birr              | stammte aus Morschweiler (Obermorschwiller)                                               |
| 1605 - 1625     | Johannes Hanser             | stammte aus Ensisheim                                                                     |
| 1625 - 1648     | Laurent Lorillard           | stammte aus Porrentruy                                                                    |
| 1648 - 1654     | Norbert Ganbach             | stammte aus Ensisheim                                                                     |
| 1654 - 1673     | Bernardin Buchinger         | stammte aus Ensisheim                                                                     |
| 1673 - 1677     | Edmont Quiquerez            | stammte aus Grandfontaine, geboren in Delle                                               |
| 1677 - 1702     | Pierre Tanner               | stammte aus Colmar                                                                        |
| 1703 - 1708     | Antoine de Reynold          | Mönch aus Hauterive                                                                       |
| 1708 - 1751     | Nicolas Delfis              | stammte aus Vaufrey                                                                       |
| 1751 - 1790     | Grégoire Girardin           | stammte aus Delle                                                                         |
| 1790 - 1792     | Benoît Noblat               | stammte aus Courtavon                                                                     |

## Liste der Rechte und Besitzungen
Erläuterungen siehe Kloster Lützel#Rechte und Besitzungen
Im Folgenden eine Auflistung der wichtigsten Rechte und Besitztümer der Abtei, die bis zur Aufhebung 1792 bei ihr verblieben. Abkürzungen: 25: Département du Doubs, 68: Département Haut-Rhin, 90: Territoire de Belfort, JU: Kanton Jura, SO: Kanton Solothurn.
| Land   | Ort                                                  | Rechte und Güter | Jahr des Erwerbs                                      |
| ------ | ---------------------------------------------------- | --- | ----------------------------------------------------- |
| 68     | Altkirch                                             | Landgut („domaine“) | 1273                                                  |
| 68     | Arsis (Brandenberg)                                  | Rodungssiedlung („essart“) | 1136                                                  |
| 68     | Attenschwiller                                       | Hof | 1210                                                  |
| 68     | Bettendorf                                           | Güter | 1295                                                  |
| 68     | Blotzheim                                            | früherer Konvent samt seinen Gütern | 1451                                                  |
| JU     | Bourrignon                                           | Güter | 1224                                                  |
| 68     | Bouxwiller                                           | Ein Viertel des Zehnts | ?                                                     |
| 68     | Cernay                                               | Hof | 1147                                                  |
| JU     | Charmoille                                           | Weide, Hof, Zehnt | 1136 und 1377                                         |
| JU     | Combe Girard (Combe Juré, heute Gemeinde Bourrignon) | Güter | 1136                                                  |
| JU     | Cornol                                               | Allod | 1136                                                  |
| 90     | Courcelles                                           | Dinghof („collonge“) | 1291                                                  |
| JU     | Courgenay                                            | Güter | 1349                                                  |
| JU     | Courtemautruy (Gemeinde Courgenay)                   | Hof | 1147                                                  |
| 68     | Didenheim                                            | Güter | 1301                                                  |
| 68     | Durmenach                                            | Ein Viertel des Zehnts | 1399                                                  |
| 68     | Erbenheim                                            | Hof | 1156                                                  |
| 68     | Eschelsheim                                          | Grangie | 1254                                                  |
| 68     | Fislis                                               | Allod | 1279                                                  |
| 68     | Franken                                              | Hof | 1194                                                  |
| JU     | Fregiécourt                                          | Güter | 1224                                                  |
| JU ?   | Gervillers ?                                         | Landgut („domaine“) | 1377                                                  |
| 68     | Hagental                                             | Güter | 1262                                                  |
| Baden  | Haltingen                                            | Weingärten | 1194                                                  |
| 68     | Hattstatt                                            | Hof, Kelter | 1139, 1194                                            |
| 68     | Heimsbrunn                                           | Landgut („domaine“) | 1303                                                  |
| 68     | Hirtzfelden                                          | Hof | 1147                                                  |
| 68     | Jettingen                                            | Güter | 1327                                                  |
| 68     | Kappelen                                             | Weingärten | 1325                                                  |
| 68     | Kientzheim                                           | Landgut („domaine“), Kirche | 1291                                                  |
| 68     | Kiffis                                               | Saalhof, weiterer Hof | 1505                                                  |
| 68     | Koestlach                                            | Hof, Häuser, Wälder u. a. | 1292                                                  |
| 68     | Ligsdorf                                             | Güter | 1349                                                  |
| JU, 68 | Löwenburg                                            | Herrschaft incl. niedere Gerichtsbarkeiten | 1526                                                  |
| 68, JU | Lützel                                               | Grundstück, auf dem sich die Abtei befindet, und der Wald von Scholis (1136), Grangie Scholis (1139), Wald zwischen Oberlarg, Winkel und Pleigne (1243) | 1136 (Geschenk der Grafen von Montfaucon), 1139, 1243 |
| 68     | Lutterbach                                           | Ortsherrschaft, Hof | 1301, 1304                                            |
| JU     | Mettembert                                           | Hof | 1505                                                  |
| 68     | Michelbach                                           | Dorf | 1242                                                  |
| 68     | Michelbach-le-Haut                                   | Kloster St-Appolinaire samt Aussenstellen | 1254                                                  |
| JU     | Miécourt                                             | Hube („manse“) | 1136                                                  |
| 68     | Moos                                                 | Hof | 1147                                                  |
| 68     | Morschwiller-le-Bas                                  | Güter | 1301                                                  |
| 68     | Muttersheim                                          | Hof | 1139                                                  |
| 68     | Oberlarg                                             | Güter | 1224                                                  |
| 68     | Oberlümschwiller (heute St-Pierre, Gemeinde Lucelle) | Weiler, Güter | 1193 (gehörte zuvor zur Herrschaft Löwenberg)         |
| 68     | Oltingue                                             | Hof | 1194                                                  |
| ?      | Pertuis                                              | Güter | 1136                                                  |
| SO     | Kleinlützel                                          | früherer Konvent („Klösterli“) mit seinen Aussenstellen                                                                                                 | 1505                                                  |
| 68     | Pfastatt                                             | Güter | 1301, 1337                                            |
| 68     | Pfetterhouse mit Gerschwiller                        | Güter, Hof, diverse Besitzungen | 1299, 1349, 1377                                      |
| JU     | Pleigne                                              | Hof | 1177                                                  |
| JU     | Pleujouse                                            | Nutzungs-, Weide- und Holzungsrecht in der Noirecombe                                                                                                   | 1136                                                  |
| 68     | Pulversheim                                          | Besitzungen | 1301                                                  |
| SO     | Rodersdorf                                           | Besitzungen | 1295                                                  |
| 90     | Rougemont-le-Château                                 | Besitzungen | 1340                                                  |
| 25     | Saint-Hippolyte                                      | Fischrecht | 1177                                                  |
| 68     | Sondersdorf                                          | Güter | 1346                                                  |
| 68     | Steinbrunn-le-Bas oder Steinbrunn-le-Haut            | Güter, Mühle | 1275, 1276, 1349                                      |
| 68     | Uffholtz                                             | Weingärten | 1323                                                  |
| 25     | Vermondans bei Montbéliard                           | Grangie Mummy, Hof | 1156                                                  |
| 68     | Wentzwiller                                          | Zehnt | ?                                                     |
| 68     | Werentzhouse                                         | Ein Viertel des Zehnts | ?                                                     |
| 68     | Wigenheim                                            | Hof | 1156                                                  |
| 68     | Willer (bei Altkirch)                                | Weingärten | 1295                                                  |
| 68     | Winkel                                               | Hof, Weide | 1156, 1362                                            |
| 68     | Wittelsheim                                          | Besitzungen | 1301                                                  |